# Ludwig (film)
Ludwig is een Italiaans-Frans-Duitse dramafilm uit 1972 onder regie van Luchino Visconti.

Visconti maakte de film niet met de barok die door het onderwerp, de locaties en zijn eerdere films verwacht kon worden, maar met een ingetogen en zeker niet kritiekloze compassie die door de jaren heen steeds meer indruk maakt.
— 
Speelfilmencyclopedie

## Zijn verhaal
In 1864 wordt Lodewijk II tot koning van Beieren gekroond. Als eerste regeringsdaad ontbiedt hij de componist Richard Wagner aan zijn hof te München. De koning voorziet hem van financiële middelen. Hij merkt weliswaar niet dat Wagner een relatie heeft met Cosima von Bülow. Wanneer hij de waarheid ontdekt, voelt hij zich misleid en gebiedt hij Wagner München te verlaten.
Voor zijn nicht Elisabeth heeft Lodewijk een dweperige, romantische bewondering. Hij voelt zich echter in zijn trots gekrenkt door haar hoogmoedige houding. Elisabeth raadt hem aan haar zus Sophie te huwen. Na de nederlaag tegen Pruisen in 1866 raadt ook zijn vertrouweling graaf Dürckheim hem aan te trouwen. Een jaar later verlooft Lodewijk zich met prinses Sophie, maar nog hetzelfde jaar wordt die verloving weer verbroken. Hij heeft een homoseksuele relatie met zijn dienaar Richard Hornig.
Beieren sluit intussen een verbond met Pruisen en wordt aldus deel van het nieuwe Duitse Keizerrijk. Pas na een grote innerlijke strijd en op aanraden van enkele vertrouwelingen kan Lodewijk dit verlies van soevereiniteit accepteren. Lodewijk besteedt vanaf dat ogenblik enkel nog aandacht aan de bouw van de kastelen Neuschwanstein, Linderhof en Herrenchiemsee. Zijn broer Otto wordt waanzinnig. Ook Lodewijk raakt almaar verder vervreemd van zijn omgeving. Hij verzaakt aan zijn koninklijke plichten en trekt zich in afzondering terug in zijn kastelen. In 1881 onderneemt hij met de acteur Josef Kainz een reis naar Zwitserland.
Hij gaat steeds verder op in zijn dromen en zijn seksuele excessen. Ten slotte wordt hij in 1885 op Neuschwanstein door een regeringscommissie onbekwaam verklaard en vervolgens tot abdicatie gedwongen. Professor Gudden begeleidt hem naar het Slot Berg aan de Starnberger See. Twee dagen nadien verlaten Lodewijk en de psychiater het kasteel voor een wandeling in het park. Na een urenlange zoektocht worden hun lijken teruggevonden in de Starnberger See.

## Rolverdeling
| Acteur              | Personage                                   |
| ------------------- | ------------------------------------------- |
| Helmut Berger       | Lodewijk II van Beieren                     |
| Trevor Howard       | Richard Wagner                              |
| Romy Schneider      | Elisabeth van Oostenrijk-Hongarije          |
| Silvana Mangano     | Cosima von Bülow                            |
| Gert Fröbe          | Pater Hoffmann                              |
| Helmut Griem        | Graaf Dürckheim                             |
| Izabella Teleżyńska | Koningin-moeder Marie van Pruisen           |
| Umberto Orsini      | Graaf von Holnstein                         |
| John Moulder-Brown  | Prins Otto                                  |
| Sonia Petrovna      | Prinses Sophie                              |
| Folker Bohnet       | Josef Kainz                                 |
| Heinz Moog          | Professor Gudden                            |
| Adriana Asti        | Lila von Buliowski                          |
| Marc Porel          | Richard Hornig                              |
| Nora Ricci          | Gravin Ida Ferenczy                         |
| Mark Burns          | Hans von Bülow                              |
| Maurizio Bonuglia   | Mayer                                       |
| Gérard Herter       | Prins Luitpold                              |
| Anne-Marie Hanschke | Prinses Ludovika                            |
| Alexander Allerson  | Staatssecretaris                            |
| Kurt Großkurth      | Minister van Financiën (als Kurt Grosskurt) |
| Ian Linhart         | Graaf Maximiliaan                           |
| Clara Moustawcesky  | Prinses Hélène                              |

## Prijzen en nominaties
| Jaar | Prijs              | Categorie                 | Genomineerde(n)                                     | Uitslag     |
| ---- | ------------------ | ------------------------- | --------------------------------------------------- | ----------- |
| 1973 | David di Donatello | Beste film                | Luchino Visconti                                    | Gewonnen    |
| 1973 | David di Donatello | Beste regie               | Luchino Visconti                                    | Gewonnen    |
| 1973 | David di Donatello | Beste mannelijke hoofdrol | Helmut Berger                                       | Gewonnen    |
| 1974 | Oscars             | Beste kostuumontwerp      | Piero Tosi                                          | Genomineerd |
| 1974 | Nastro d'Argento   | Beste camerawerk          | Armando Nannuzzi                                    | Gewonnen    |
| 1974 | Nastro d'Argento   | Beste productieontwerp    | Mario Chiari                                        | Gewonnen    |
| 1974 | Nastro d'Argento   | Beste kostuumontwerp      | Piero Tosi                                          | Gewonnen    |
| 1974 | Nastro d'Argento   | Beste regie               | Luchino Visconti                                    | Genomineerd |
| 1974 | Nastro d'Argento   | Beste productie           | Ugo Santalucia                                      | Genomineerd |
| 1974 | Nastro d'Argento   | Beste scenario            | Luchino Visconti Enrico Medioli Suso Cecchi D'Amico | Genomineerd |
| 1974 | Nastro d'Argento   | Beste vrouwelijke bijrol  | Silvana Mangano                                     | Genomineerd |